# Медові киці
Медові киці (коти) (англ. Jellicle cats) — вигадані котячі персонажі зі збірки «Котознавство від Старого Опосума» (1939) Томаса Еліота.
Медові киці вперше згадуються у вірші Еліота «П'ять вправ для спритності пальців» («Five-Finger Exercises», 1933). Згодом ці персонажі знайшли свій розвиток у збірці «Котознавство від Старого Опосума» (1939). Подальший опис медових киць з'являється у мюзиклі «Коти» Ендрю Ллойда Веббера. Для розбудови фентезійного світу «Котів» важливу роль відігравало зображення акторським складом якнайрізноманітніших котячих персонажів. Левова частка персонажів походять зі збірки «Котознавство від Старого Опосума», але водночас там присутні персонажі з інших творів Еліота, а також нові персонажі, створені безпосередньо для мюзиклу.

## Підґрунтя
«Медові киці» коротко згадуються у вірші «П'ять вправ для спритності пальців», перший справжній опис цих персонажів зроблено у вірші «Пісня Медових Киць», де їх зображено як чорних і білих кішок, найбільш активних у нічну пору дня. Зокрема, Еліот згадує, що вони дуже люблять збиратися разом на «медовий бал». Їхня назва бере початок з неопублікованого вірша «Полікли та Медові киці» (англ. Pollicle Dogs and Jellicle Cats). «Полікли» (Pollicle dogs — неправильна вимова «poor little dogs» — маленькі бідненькі песики; «медові киці» (Jellicle cats — неправильна вимова «dear little cats» — милі маленькі котики).
У порівнянні з оригінальним віршем, медові киці у мюзиклі «Коти» мають різні візерунки шерсті, вирізняються як особистості з талантами. Багато персонажів створено акторським складом під час імпровізованих сесій у рамках репетицій перед лондонською постановкою 1981 року. Дослідник театральних мюзиклів Ваґеліс Сіропелес (Vagelis Siropoulos) відзначив, що велика кількість деталей, що притаманна для кожного персонажа, відіграли важливу роль для конкретизації фантастичного світу мюзиклу, адже навіть другорядні персонажі виділяються своєю особистістю, стосунками та ієрархією у зграї. У мюзиклі є під сюжети за участі окремих медових котів: суперечка Ґрізабелли, колишньої «гламурної кішки» і викрадення медового патріарха, Старенького кота Повторення Закону.
Загалом у збірці «Котознавство від Старого Опосума» зустрічається 54 котячих імен, більшість з яких Еліот запозичив з британської культури, зокрема покликаючись на англіканські традиції, історичні та літературні постаті, а також географічні локації. Багато імен взято з вірша «Назвати кота».

## Популярна культура
Попри те, що «пісня Медових киць» вперше опубліковано як частину збірки «Котознавство від Старого Опосума», 2017 року видавництво «Фабер і Фабер» видало однойменну книжку-картинку. У нью-йоркському музеї мадам Тюссо поміщено декілька воскових фігур медових киць, зокрема Ґрізабелли, що співає «Memory».